# Jared Ulloa
Jared Leonardo Ulloa Bazán (Piura, Perú, 8 de junio de 2002) es un futbolista profesional peruano. Juega de extremo derecho y actualmente milita en el Deportivo Coopsol de la Liga 2.

## Primeros años
Ulloa comenzó a jugar con la Academia César Antonio UCV a los 13 años y luego se unió a la Academia San Antonio de Piura en 2015.  En 2017 ingresó a las juveniles de Sporting Cristal, donde ganó dos títulos de liga reserva y el Torneo Centenario.

## Carrera
En 2021 firmó contrato profesional con Sporting Cristal . Poco después pasó a préstamo al Valor FC de la Premier League canadiense .   Hizo su debut profesional con Valor el 27 de junio de 2021 contra Forge FC . 
En enero de 2022 fue enviado a préstamo al Cusco FC de la Segunda División Peruana .  Sin embargo, en marzo de 2022 rescindió su contrato con Sporting Cristal de mutuo acuerdo,   y se incorporó al Cusco de forma definitiva.  Con Cusco ganó el título de segunda división en 2022. 
En febrero de 2023 regresó al Valor FC con contrato indefinido.   Valor había estado interesado en traerlo de regreso el año anterior para la temporada 2022, sin embargo, se consideró que no estaba disponible.  Marcó su primer gol el 8 de septiembre de 2023 contra el York United FC . 

## Estadísticas

### Clubes
| Club                    | Div.          | Temporada     | Liga  | Liga  | Liga   | Copas nacionales | Copas nacionales | Copas nacionales | Torneos internacionales | Torneos internacionales | Torneos internacionales | Total | Total | Total  |
| Club                    | Div.          | Temporada     | Part. | Goles | Asist. | Part.            | Goles            | Asist.           | Part.                   | Goles                   | Asist.                  | Part. | Goles | Asist. |
| ----------------------- | ------------- | ------------- | ----- | ----- | ------ | ---------------- | ---------------- | ---------------- | ----------------------- | ----------------------- | ----------------------- | ----- | ----- | ------ |
| Sporting Cristal · Perú | 1.ª           | 2020          | 0     | 0     | 0      | —                | —                | —                | —                       | —                       | —                       | 0     | 0     | 0      |
| Sporting Cristal · Perú | Total club    | Total club    | 0     | 0     | 0      | 0                | 0                | 0                | 0                       | 0                       | 0                       | 0     | 0     | 0      |
| Valour F. C. · Canadá   | 1.ª           | 2021          | 22    | 0     | 2      | 1                | 0                | 0                | —                       | —                       | —                       | 23    | 0     | 2      |
| Cusco F. C. · Perú      | 2.ª           | 2022          | 16    | 1     | 0      | —                | —                | —                | —                       | —                       | —                       | 16    | 1     | 0      |
| Cusco F. C. · Perú      | Total club    | Total club    | 16    | 1     | 0      | 0                | 0                | 0                | 0                       | 0                       | 0                       | 16    | 1     | 0      |
| Valour F. C. · Canadá   | 1.ª           | 2023          | 26    | 1     | 1      | 1                | 0                | 0                | —                       | —                       | —                       | 27    | 1     | 1      |
| Valour F. C. · Canadá   | Total club    | Total club    | 48    | 1     | 3      | 2                | 0                | 0                | 0                       | 0                       | 0                       | 50    | 1     | 3      |
| Total carrera           | Total carrera | Total carrera | 64    | 2     | 3      | 2                | 0                | 0                | 0                       | 0                       | 0                       | 66    | 2     | 3      |